# Motya insignis
Motya insignis är en fjärilsart som beskrevs av Paul Dognin 1914. Motya insignis ingår i släktet Motya och familjen trågspinnare. Inga underarter finns listade i Catalogue of Life.